# Гуардиагреле
Гуардиагрѐле (на италиански: Guardiagrele, на местен диалект Uardië, Уардиъ) е град и община в Южна Италия, провинция Киети, регион Абруцо. Разположен е на 618 m надморска височина. Населението на общината е 9216 души (към 2010 г.).